# 库兹和圣弗龙
库兹和圣弗龙（法語：Couze-et-Saint-Front，法語發音：[kuz e sɛ̃ fʁɔ̃]）是法国多尔多涅省的一个市镇，位于该省西南部，属于贝尔热拉克区。

## 地理
库兹和圣弗龙（44°49'38"N, 0°42'22"E）面积8.19 平方千米，位于法国新阿基坦大区多爾多涅省，该省份为法国西南部内陆省份，是法國本土面积第三大的省，大致对应佩里戈尔地区，北起顺时针与夏朗德省、上维埃纳省、科雷兹省、洛特省、洛特-加龙省、吉倫特省和滨海夏朗德省接壤。
与库兹和圣弗龙接壤的市镇（或旧市镇、城区）包括：拉兰德、巴讷伊、巴亚克、朗凯、蓬图尔、瓦雷讷。

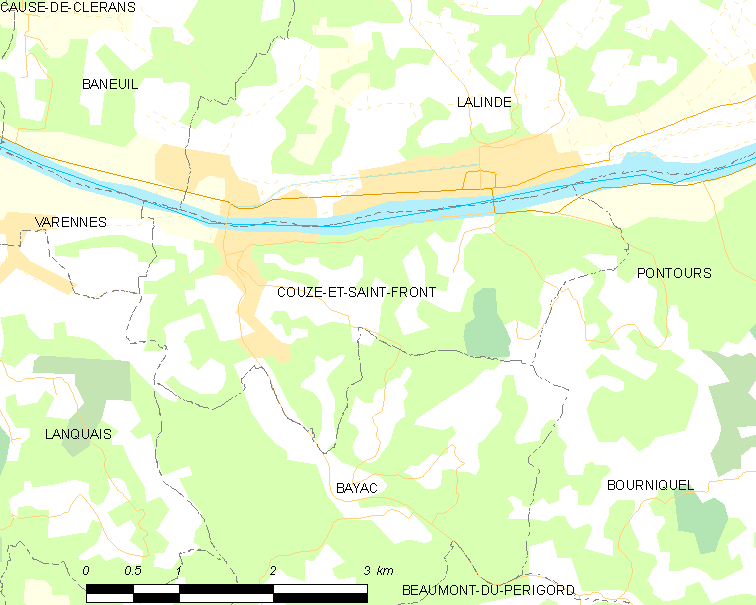
库兹和圣弗龙的OSM定位图

库兹和圣弗龙的时区为UTC+01:00、UTC+02:00（夏令时）。

## 行政
库兹和圣弗龙的邮政编码为24150，INSEE市镇编码为24143。

## 政治
库兹和圣弗龙所属的省级选区为拉兰德县。

## 人口

1962-2008年间库兹和圣弗龙人口变化图示

库兹和圣弗龙于2022年1月1日时的人口数量为715人。